# Tvarka ir teisingumas
Tvarka ir teisingumas (liberalai demokratai) [abgekürzt TT, Deutsch: „Ordnung und Gerechtigkeit (Liberaldemokraten)“] war eine rechtspopulistische Partei in Litauen.
Sie wurde 2002 zunächst als Abspaltung von der Lietuvos liberalų sąjunga (LLS) unter dem Namen Liberalų demokratų partija (LDP; „Liberaldemokratische Partei“) gegründet, 2006 nahm sie den Namen TT an. Wichtigste Führungsperson war der ehemalige Ministerpräsident Rolandas Paksas, der von 2003 bis 2004 auch Staatspräsident Litauens war. Er führte die Partei bis 2016. Nachdem Paksas die Partei verlassen hatte, fusionierte sie 2020 mit der Lietuvos laisvės sąjunga (liberalai) zu Laisvė ir teisingumas („Freiheit und Gerechtigkeit“).

## Geschichte
Die Partei wurde im März 2002 als Liberalų demokratų partija (LDP, Deutsch: „Liberaldemokratische Partei“) gegründet. Hintergrund war die Niederlage des ehemaligen Ministerpräsidenten Rolandas Paksas bei der Wahl zum Parteivorsitzenden der Lietuvos liberalų sąjunga (LLS; Liberale Union Litauens). Seine Anhänger und er traten daraufhin aus der LLS aus und gründeten die LDP. Bereits wenige Monate nach der Gründung der Partei gewann Paksas die Präsidentschaftswahl im Dezember 2002 und Januar 2003 mit 54,7 % im zweiten Wahlgang. Als Staatspräsident war er der Neutralität verpflichtet und durfte kein Parteiamt innehaben. Den Vorsitz der LDP überließ er daraufhin Valentinas Mazuronis. Nachdem Paksas seinem wichtigsten Wahlkampf-Spender, dem russischen Geschäftsmann Juri Borissow, per Dekret die litauische Staatsbürgerschaft verliehen hatte, wurde er im April 2004 von einer Drei-Fünftel-Mehrheit in der Seimas des Präsidentenamtes enthoben. 
Bei der Europawahl 2004 erhielt die LDP 6,8 % der Stimmen und einen der 13 litauischen Sitze im EU-Parlament. Dieser wurde von Rolandas Pavilionis eingenommen, der sich der Fraktion Union für das Europa der Nationen (UEN) anschloss. Zu den litauischen Parlamentswahlen im Oktober 2004 trat eine Wahlliste aus LDP und Už teisingą Lietuvą („Für ein gerechtes Litauen“) mit dem Namen Rolando Pakso koalicija „Už tvarką ir teisingumą“ (Rolandas Paksas Koalition „Für Ordnung und Gerechtigkeit“) an. Sie erhielt zusammen 11 % der Stimmen und damit 11 Mandate. Im Dezember 2004 kehrte Paksas an die Parteispitze der LDP zurück. Auf der fünften Parteiversammlung im Mai 2006 benannte sich die LDP in Tvarka ir teisingumas um. Von 2006 bis 2009 gehörte die LDP bzw. TT zur nationalkonservativen Europapartei Allianz für das Europa der Nationen (AEN)
Bei der Parlamentswahl 2008 steigerte sich die Partei auf 12,7 % der Listenstimmen und 15 Parlamentssitze. Sie blieb jedoch in der Opposition. TT hatte Ende 2008 über 7.000 Mitglieder. Beim Parteikongress am 8. Februar 2009 wurde Paksas mit klarer Mehrheit in seinem Amt als Parteivorsitzender bestätigt (576 von 590 Stimmen, keine Gegenstimme). Bei der Europawahl im Juni 2009 erhielt die Partei landesweit 12,2 % der Wählerstimmen und war anschließend mit zwei Mandataren im Europäischen Parlament vertreten. Die beiden EU-Abgeordneten – Juozas Imbrasas und der Parteivorsitzende Paksas – saßen im Europaparlament in der EU-skeptischen Fraktion Europa der Freiheit und der Demokratie (EFD). Tvarka ir teisingumas war ab 2011 Mitglied der rechtspopulistischen Europapartei Bewegung für ein Europa der Freiheit und der Demokratie (MELD) – zusammen mit Lega Nord, der Dänischen Volkspartei und den Wahren Finnen.
Bei der Parlamentswahl 2012 fiel Ordnung und Gerechtigkeit auf 7,3 % der Stimmen und 11 Sitze. Anschließend wurde die Partei als Juniorpartner in die Regierungskoalition des Sozialdemokraten Algirdas Butkevičius aufgenommen. In seinem Kabinett erhielt TT zwei Ministerien: Dailis Alfonsas Barakauskas wurde Innen- und Valentinas Mazuronis Umweltminister. Bei der Europawahl 2014 erreichte TT 14,27 % und damit zwei Mandate. Die beiden EU-Abgeordneten Paksas und Mazuronis saßen anschließend in der Fraktion Europa der Freiheit und der direkten Demokratie (EFDD). TT verließ anschließend die MELD und trat der ebenfalls rechtspopulistischen, von der britischen UKIP dominierten Alliance for Direct Democracy in Europe (ADDE) bei.
Bei der Parlamentswahl im Oktober 2016 erhielt TT nur noch 5,6 % der Stimmen und acht Sitze in der Seimas. Schon nach dem ersten Wahlgang trat Paksas vom Parteivorsitz zurück. Sein Nachfolger wurde Remigijus Žemaitaitis. Paksas trat 2018 aus der Partei aus. Bei der Europawahl 2019 fiel TT mit 2,7 % auf den elften Platz und verpasste damit deutlich den Wiedereinzug in das Europäische Parlament. Der ehemalige Vorsitzende Rolandas Paksas trat unterdessen als unabhängiger Bewerber an, scheiterte aber mit 4,0 % ebenfalls. Im Juni 2020 fusionierte Tvarka ir teisingumas mit der Lietuvos laisvės sąjunga (liberalai). Die vereinigte Partei nahm den Namen Laisvė ir teisingumas (LT; „Freiheit und Gerechtigkeit“) an, Remigijus Žemaitaitis wurde Parteivorsitzender. Die fusionierte Partei erhielt bei der Parlamentswahl im Oktober 2020 2,1 % der Listenstimmen und ein Direktmandat. Žemaitaitis wurde 2023 ausgeschlossen und hat daraufhin eine neue Partei namens Nemuno aušra gegründet.

## Positionen
Die Partei vertrat in ihrem Parteiprogramm marktwirtschaftliche Prinzipien, betonte die Eigenverantwortung des Einzelnen und war Eingriffen des Staates abgeneigt. Wertepolitisch war sie als konservativ einzustufen. In der Realität war sie in erster Linie ein Vehikel zur Durchsetzung der politischen Ambitionen ihres ehemaligen Vorsitzenden Rolandas Paksas, dem zweimaligen Ministerpräsidenten und kurzzeitigen Präsidenten Litauens. Sie wurde durch ihn gegründet und hing in hohem Maße von seiner Popularität ab. Zu seiner Wählerschaft zählte Paksas in erster Linie die Verlierer der wirtschaftlichen Umwälzungen seit der Unabhängigkeit Litauens, so dass in seinem Wahlkampf auch soziale Themen eine Rolle spielen. Vor allem aber stellen Paksas und die Liberaldemokraten sich als Kämpfer gegen das politische Establishment und für Unkorrumpierbarkeit dar, daher auch die Umbenennung der Partei. Laut dem Parteiprogramm setzt sich die Partei für die Rechte ethnischer Minderheiten, insbesondere der von Russen und Polen, ein.

## Bekannte Mitglieder

### Nationale Politiker
- Andrius Mazuronis (* 1979), Bauingenieur, Mitglied des Seimas
- Valentinas Mazuronis, Architekt, Mitglied des Seimas
- Vytautas Galvonas, Mitglied des Seimas
- Remigijus Ačas, Mitglied des Seimas
- Dailis Alfonsas Barakauskas, Mitglied des Seimas
- Rimantas Smetona, Mitglied des Seimas
- Ona Valiukevičiūtė, Mitglied des Seimas
- Remigijus Žemaitaitis, Mitglied des Seimas

### Abgeordnete des Europäischen Parlaments
- Rolandas Pavilionis (2004–2006)
- Eugenijus Maldeikis (2006–2009)
- Rolandas Paksas (2009–2019)
- Juozas Imbrasas (2009–2014)
- Valentinas Mazuronis (2014–2019)